# Mirbelia oxylobioides
Mirbelia oxylobioides là một loài cây bụi trong họ Fabaceae. Nó là loài đặc hữu của Úc.

## Miêu tả
Loài này cao 3 mét và thân có lông mềm bao phủ. Các lá nhọn hẹp và hình trứng, sắp xếp theo cặp. Lá dài 2–10 mm và rộng 1–4 mm. Những bông hoa bằng hạt đậu có màu vàng cam với những mảng màu đỏ và thường nở giữa tháng 10 và tháng 1 ở khu vực phân bố bản địa. Hoa được bao phủ phía dưới bởi các vỏ màu nâu.

## Phân loại
Loài này được chính thức miêu tả bởi nhà thực vật học Ferdinand von Mueller ở Fragmenta Phytographiae Australiae năm 1861.

## Phân bố
Loài này phân bố ở New South Wales, Victoria và Tasmania. Tại Tasmania, nó chỉ được tìm thấy ở Khu bảo tồn thiên nhiên Heathy Hills gần Elderslie ở đó nó bị đe dọa bởi tác dụng của hạn hán và xâm thực của loài gorse. Do đó, nó bị xem là loài "dễ tổn thương" theo Đạo luật Bảo vệ loài bị đe dọa của Tasmania.